# Alegeri legislative în Danemarca, 1990
Alegerile legislative din Danemarca din 1990, au avut loc la data de 12 decembrie 1990. Partidul Social Democrat a câștigat detașat, deși guvernul de coaliție al lui Poul Schlüter a fost menținut. Partidul Social Liberal a părăsit coaliția, lăsând coaliția originală, formată din patru partide al lui Schlüter, cu doar doi membri : Partidul Conservator Popular și cel Liberal.
| Partid                   | Președinte               | Total voturi   | Procentul voturilor înregistrate | Locuri câștigate | Câștig/Pierderi |                |
| ------------------------ | ------------------------ | -------------- | -------------------------------- | ---------------- | --------------- | -------------- |
| Partidul Social Democrat | Svend Auken              | 1,221,121      | 37.4                             | 69               | +14             |                |
| Partidul Conservator     | Poul Schlüter            | 517,293        | 16.0                             | 30               | -5              |                |
| Venstre                  | Uffe Ellemann-Jensen     | 511,643        | 15.8                             | 29               | +7              |                |
| Partidul Socialist       | Gert Petersen            | 268,759        | 8.3                              | 15               | -9              |                |
| Partidul Progresului     | Pia Kjærsgaard           | 208,484        | 6.4                              | 12               | -4              |                |
| Democrații de Centru     | Mimi Jakobsen            | 165,556        | 5,1                              | 9                | -               |                |
| Partidul Social Liberal  | Niels Helveg Petersen    | 114,888        | 3.5                              | 7                | -3              |                |
| Partidul Creștin         | Flemming Kofoed-Svendsen | 74,174         | 2.3                              | 4                | -               |                |
| Comunele de Golf         |                          | 57,896         | 1.8                              | 0                | -               |                |
| Alianța Roșie-Verde      | Nici unul                | 54,038         | 1.7                              | 0                | Nou             |                |
| Verzii                   |                          | 27,642         | 0.9                              | 0                | -               |                |
| Partidul Dreptății       | Ib Christensen           | 17,181         | 0.5                              | 0                | -               |                |
| Partidul Umaniștilor     |                          | 763            | 0                                | 0                | -               |                |
| Prezența la vot          | Prezența la vot          | 82.8%          | 82.8%                            | 82.8%            | 82.8%           | 82.8%          |
| Sursă                    | Sursă                    | Folketinget.dk | Folketinget.dk                   | Folketinget.dk   | Folketinget.dk  | Folketinget.dk |

- Numele partidului Venstre nu este oficial tradus în nicio altă limbă.